# Un adorabile testardo
Un adorabile testardo (Roommates) è un film del 1995 diretto da Peter Yates. È stato girato a Pittsburgh e nei dintorni della città. Alcune riprese sono state effettuate nel campus del Washington & Jefferson College di Washington.

## Trama
Nella Pittsburgh del 1963, Rocky Holzcek è un irascibile panettiere settantasettenne che, nonostante le proteste dei parenti, decide di adottare il giovane nipote Michael quando i genitori del ragazzo muoiono. Vent'anni più tardi, Michael è uno studente di medicina che è costretto ad ospitare il suo arzillo nonno quando questi viene sfrattato dal suo appartamento. Nonostante Rocky vada d'accordo con i compagni di stanza del college, Beth, la ragazza di Michael, non è molto contenta della sua presenza. Col tempo, Michael e Beth si sposano, l'uomo inizia a lavorare in ospedale, mentre Rocky continua il suo impiego da panettiere. Una malattia obbliga l'anziano signore a tornare a vivere con il nipote e sua moglie e i loro due figli. Beth muore in un incidente stradale e Michael trova conforto nel nonno, che muore alla fine del film, all'età di 107 anni, con la consapevolezza di aver fatto tutto quanto poteva per il nipote.

## Produzione
La pellicola è stata prodotta dalla Hollywood Pictures, in collaborazione con: Interscope Communications, Nomura Babcock & Brown, PolyGram Filmed Entertainment. Inoltre la High Output si occupò delle riprese, la Hollywood Records della colonna sonora, la Lightnin' Production Rentals dei mezzi di trasporto, mentre la Windmill Lane Recording Studios si occupò di registrare e mixare la musica.

## Distribuzione
Il film è stato distribuito in vari paesi, con titoli differenti:
- USA 3 Marzo 1995  Roommates (distribuita in DVD nel 2012 dalla Mill Creek Entertainment, nel 2003 dalla Walt Disney Home Video)
- Portogallo 5 maggio 1995  Companheiros de Quarto
- Grecia 7 luglio 1995 Oi sygatoikoi (distribuito dalla Prooptiki)
- Ungheria 26 ottobre 1995 (video première) Szobatársak
- Corea del Sud 25 novembre 1995
- Argentina 12 dicembre 1995 (video première) Aprendiendo a vivir (distribuito in VHS dalla Gativideo)
- Svezia 15 febbraio 1996 (video première) I nöd och lust
- Germania 27 giugno 1996  Familien-Bande (distribuito in DVD dalla Buena Vista Home Entertainment (BVHE) e dalla EuroVideo, in VHS dalla Hollywood Pictures Home video)
- Giappone 7 agosto 1996 (video première)
- Brasile Dupla Sem Par (distribuito in VHS dalla Abril Video)
- Canada Attachement filial
- Spagna Compañeros de habitación
- Francia Un ménage explosif
- Italia Un adorabile testardo
- Polonia Wspóllokatorzy
- Regno Unito Roommates 1997 (distribuito dalla Buena Vista Home Video)[3][4][5]

## Accoglienza
Il film guadagna $ 12,100,000 negli States e $ 300,000 nel resto del mondo, per un totale di $ 12,400,000.
Sul sito IMDb riceve un punteggio di 6,4/10, 3/5 punti su MYmovies.it, 5/5 su Comingsoon.it, e 6/10 su Filmtv.it

## Riconoscimenti
- Premi Oscar 1996
  - Nomination Miglior trucco
- Young Artist Awards (1996)
  - Nomination Miglior attrice protagonista Under 10 in un lungometraggio a Courtney Chase